# 호스트웨이
호스트웨이(Hostway)는 1998년 미국 시카고에서 설립된 데이터센터 서비스 회사이다. 재미교포인 노준수 사장이 이끌고 있다. 11개국 15개 지사를 갖고 있으며, 100여개국 60만 기업 고객을 대상으로 코로케이션 및 호스팅 서비스를 제공한다.